# Merit-Re-Hatšepsut
| ra | mr | i | i | t | F4 · t | A51 |

| ra | mr | i | i | t | F4 · t | A51 |

Merit-Re-Hatšepsut (nebo Hatšepsut-Meryet-Ra) byla manželkou faraona Thutmose III. a matkou Amenhotepa II.

## Rodina
Merit-Re-Hatšepsut pocházela ze vznešené rodiny. Byla pravděpodobně dcerou kněžky Huy nebo Hatšepsut, jejíž socha v Britském muzeu znázorňuje Huy držící vnouče a další děti Thutmose III. a Merit-Re-Hatšepsut po stranách její sedící sochy. Merit-Re-Hatšepsut byla matkou faraona Amenhotepa II., prince Menkheperrea, a princezen Nebetiunet, Meritamen, Meriamun a Iset.

## Život
Merit-Re-Hatšepsut je známá pod těmito tituly: Dědičná princezna, Jediná, Králova matka, Paní Dvou zemí, Králova manželka, Velká královská manželka, Božská manželka, Božská ruka.
Merit-Re-Hatšepsut se stala Velkou královskou manželkou po smrti královny Satiah. Královna je vyobrazena stojící za sedícím Thutmosem III. Je zobrazena v korunovačních klenotech, včetně supí koruny. Je také zobrazena v několika hrobkách, včetně té jejího manžela Thutmose III. (KV43). Na jednom z pilířů je královna, označena jako Merit-Re, následována dalšími manželkami Thutmose III., královnou Satiah, Nebtu a princeznou Nefertari.
V jedné hrobce je Merit-Re-Hatšepsut zobrazena se svým synem Amenhotepem II. Královna se objevuje také v dalších hrobkách a na stélách.